# Evan Handler
Evan Handler (født 10. januar 1961) er en amerikanskskuespiller og leukæmi overlever der har været med i mange film, tv-serier og sitcoms, som Six Feet Under, Law & Order, The West Wing, Miami Vice, Sex and the City og Californication. Han havde en hovedrolle i ABC sitcom It's Like, You Know... og Hot Properties. Han var også gæstestjerne i Venner i afsnittet "The One Where Rachel Goes Back To Work". Han mistede håret mens han kæmpede med leukæmien.

## Biografi
Handler blev født i White Plains, New York, søn af Enid Irene (pigenavn). Hun var en mental sundhedsadminstrator, og Murry Raymond Handler var en agentur ejer og reklamedesigner. Han er fætter til Ashley Handler og hele Handlerfamilien i Lynbrook, New York City, en by ikke så langt væk fra White Plains. Han gik på Hendrick Hudson High School hvor han mødte sin bedste veninde Maria Sofroniou.
Handler er nok mest kendt som Harry Goldenblatt, Chalottes skilsmisseadvokat og senere ægtemand, i Sex and the City.
I 2000, Handler var Larry Fine i små tv-brudstykker i The Three Strooges.
Handler er også forfatter. Han har skrevet Time On Fire: My Comedy of Terrors hvor han fortæller hvordan han overlevede leukæmien midt i tyverne. Hans anden bog er It's Only Temorary... The Good News and the Bad News of Being Alive kom i maj 2008. Han har været med i et Hugo-afsnit i ABC Lost og manuskriftforfatterlederen i Studio 60 on the Sunset Strip. Han spiller Charlie Runkle, bedste ven og agent til David Duchovny rolle, Hank Moody, i Californication.
Da Handler var 24 år fik han fortalt han havde sygdomme leukæmi. Under hans sygdom opbyggede han en interesse for patienters rettigheder. Derfor er han nu talsmand for U.S. Patients' Bill of Rights. Han er nu fri for kræft.

## Filmografi
- The Chosen (1981) – Goldberg
- Taps (1981) – Edward West
- Dear Mr. Wonderful (1982) – Ray
- War and Love (1985) – Elie
- Sweet Lorraine (1987) – Bobby
- Natural Born Killers (1991) – David
- Løsepenge (1996) – Miles Roberts
- Harvest (1998) – Ray Baker
- Sex and the City: The Movie (2008) – Harry Goldenblatt

## Tv-serier
- Miami Vice, afsnit 12 (1985) – Louis
- CBS School Break Special, afsnit 19 (1987) – Allen
- Sibs, afsnit 1, 4 og 15 (1991)
- Woops!, afsnit 2 (1992) – Mark Braddock
- One Life to Live, afsnit 18-19 (1996) – Conrad Klein
- New York Undercover, afsnit 89 (1998) – Carl
- Law & Order, afsnit 234 (2000) – Eli Becker
- It's Like, You Know... (1999-2001) – Shrug
- The West Wing, afsnit 46-48 (2001) – Douglas Wegland
- Ed, afsnit 26 (2001) – Dr. Crazy
- The Guardian, afsnit 21-22, 25 (2002) – Mitchell Lichtman
- John Doe, afsnit 6 (2002) – Max Clark
- Venner, afsnit 251 (2003) – Instruktør på Hortonsagaen
- Six Feet Under, afsnit 30 (2003) – Scott Philip Smith
- Sex and the City, afsnit 62-85 (2002-2004) – Harry Goldenblatt
- Without a Trace, afsnit 52 (2004) – Bruce Caplan
- Jack & Bobby, afsnit 6 og 8 (2004) – Cary Donovan
- Joan of Acadia, afsnit 7 og 9 (2004) – Chuck Kroner
- 24 timer, afsnit 114 (2005) – David Weiss
- Hot Properties (2005) – Dr. Sellers Boyd
- CSI: Miami, afsnit 83 (2006) – Norman Stein
- Lost, afsnit 42 (2006) – Dave
- Studio 60 on Sunset Strip, afsnit 2-4 og 9 (2006) – Ricky Tahoe
- Shark, afsnit 18 (2007) – Stanley Davis
- Californication (2007-2014) – Charlie Runkle